# Wool 100%
Pour les articles homonymes, voir Wool.
Pour plus de détails, voir Fiche technique et Distribution.
Wool 100% (ウール100%) est un film japonais de Mai Tominaga sorti en 2006.

## Synopsis
Deux vieilles sœurs vivent ensemble dans une maison. Elles passent leur journée à récupérer les objets abandonnés dans le voisinage. Les objets après avoir été dessinés et catalogués sont empilés dans et sur la maison. Un jour, elle retrouve une jeune fille mystérieuse dans leur maison. Elle tricotte un pull rouge qu'elle défaît inlassablement une fois terminé. Elle vient déranger l'harmonie de la vie des sœurs. Petit à petit, le rejet des objets donnera l'occasion d'un éveil au souvenir, à la mémoire d'un passé oublié.

## Fiche technique
- Titre original  : Wool 100% (ウール100%)
- Réalisation : Mai Tominaga
- Scénario : Mai Tominaga
- Musique : Hiroyasu Yaguchi
- Photographie : Satoshi Seno
- Montage : Shoichi Nagashima
- Production : Kazuhiko Yusa, Masahiro Harada
- Sociétés de distribution : Cinema Epoch avec The Klockworx Company
- Pays d’origine :  Japon
- Langue originale : japonais
- Durée : 100 minutes
- Date de sortie : 2006

## Distribution
- Kyōko Kishida: Ume
- Kazuko Yoshiyuki: Kame
- Ayu Kitaura: Aminaoshi
- Carolina Kaneda
- Eiko Koike: Narration (voix hors-champ)
- Tiara (chanteuse)
- Ryo Tomita

## Accueil critique
- « Only Reality Is Discarded by a Pair of Pack-Rat Sisters », The New York Times, 12 septembre 2007[1]